# Jestřebí (Brtnice)
Jestřebí (německy Haslitz) je částí města Brtnice nacházející se v okrese Jihlava, v Kraji Vysočina. Nachází se 3,5 km jihozápadně od Brtnice, 6 km severozápadně od Kněžic a 4,5 km východně od Stonařova. Církevně spadá pod Kněžice.

## Název
Název se vyvíjel od varianty Gyestrzyebye (1371), Gestrzeby (1528, Gestržeby (1590), Hasziltz (1678), Hasslitz (1718, 1720), Haslitz (1751), Haszlitz a Gestřeby (1846) až k podobám Haslicht a Jestřebí v roce 1872. Německý název Haslicht je odvozen od slova hasel (německy líska), -icht je německá kolektivní přípona.

## Historie
První písemná zmínka o obci pochází z roku 1234. Obec leží v údolí, obklopeném lesy, poli a spoustou rybníků. Jestřebí vlastní zámeček Aleje a malou vesničku za Stonařovem Zhorec. Dříve tu byla malotřídka do páté třídy, po ukončení národní školy se dříve chodilo do Kněžic a později do Brtnice. Došlo k přestavbě a z malotřídky se stal kulturní dům. V této vesnici najdete knihovnu založenou v roce 1882, dále malou hasičárnu, a pomník padlým. Nachází se tu i stanice na chování prasat, která však již několik let neplní svou funkci a v podstatě jen chátrá. Každoročně dochází k výlovům několika rybníků. Uprostřed Jestřebí stojí kaplička zasvěcená Panně Marii královně, jejíž základní kámen byl posvěcen papežem při jeho návštěvě v Praze. Kaplička byla vyhodnocena jako nejlepší stavba roku 2000.
V 1869–1880 byla vesnice osadou Brtnice, v letech 1890–1960 byla samostatnou obcí, v roce 1961 se stala místní částí Brtnice.
V červnu roku 2018 se vesnicí prohnala ničivá blesková povodeň. Tato menší přírodní katastrofa měla za následek poničení několika domů a stržení části silnice vedoucí na Uhřínovice.

## Přírodní poměry
Geomorfologicky je oblast součástí Česko-moravské subprovincie, konkrétně Křižanovské vrchoviny a jejího podcelku Brtnická vrchovina, v jehož rámci spadá pod geomorfologický okrsek Puklická pahorkatina. Nadmořská výška kolísá mezi 587 metry na západě a 572 metry na východě. Nejvyšší bod, Roviny (658 m n. m.), leží východně od Stonařova. V jižní části pramení potok Bělohlávek a Kněžický potok. Přímo Jestřebím prochází Jestřebský potok. Na návsi se nachází Návesní rybník a na Kněžském potoce leží rybník Ovčák. Před samotou Zhorec u zdi hospodářského stavení roste památný strom, javor klen.

## Obyvatelstvo
Podle sčítání 1930 zde žilo v 60 domech 284 obyvatel. 282 obyvatel se hlásilo k československé národnosti a 2 k německé. Žilo zde 283 římských katolíků a 1 příslušník Církve československé husitské.
| Rok            | 1869 | 1880 | 1890 | 1900 | 1910 | 1921 | 1930 | 1950 | 1961 | 1970 | 1980 | 1991 | 2001 | 2011 |
| -------------- | ---- | ---- | ---- | ---- | ---- | ---- | ---- | ---- | ---- | ---- | ---- | ---- | ---- | ---- |
| Počet obyvatel | 323  | 329  | 309  | 296  | 302  | 305  | 284  | 215  | 229  | 179  | 151  | 143  | 141  | 125  |

## Hospodářství a doprava
Obcí prochází silnice II. třídy č. 403 do Brtnice. Dopravní obslužnost zajišťuje dopravce ICOM transport. Autobusy jezdí ve směrech Jihlava, Kněžice, Předín, Želetava, Třebíč a Třešť. Obcí prochází cyklistická trasa č. 5111 z Brtnice do Opatova. Ve vesnici se nachází firma Kůže a kožešiny Petr Kousal.

## Školství, kultura a sport
Zdejší děti dojíždějí do základní školy v Brtnici. Pobočku tu má Městská knihovna v Brtnici. Působí zde Sbor dobrovolných hasičů Jestřebí. Nachází se zde i menší fotbalové hřiště určené pro malou kopanou.

## Pamětihodnosti
K místním pamětihodnostem patří zejména:
- litinový krucifix na návsi s rytým letopočtem 1836 (kulturní památka)[17]
- lovecký zámeček Aleje (na mýtině v lese u obce)
- dvoje památkově chráněná Boží muka[18][19]